# ERF Medien (Deutschland)

Logo bis 21. Juni 2021

Jubiläumslogo (2009)

Der ERF Medien e. V. mit Sitz in Wetzlar produziert als gemeinnütziger Verein Hörfunk- und Fernsehprogramme sowie Internetangebote mit christlich-evangelikalen Inhalten. Er wurde 1959 als Evangeliums-Rundfunk (ERF) gegründet. Theologisch steht er der Evangelischen Allianz nahe.

## Trägerschaft und Zielsetzung
Der ERF ist ein Medienunternehmen, das Menschen dazu verhelfen möchte, den Glauben an Jesus Christus zu entdecken und in Gemeinde und Gesellschaft zu leben (Leitsatz des ERF seit 2009). Hinzugekommen sind 2002 die Christliche InterNet-Arbeitsgemeinschaft (CINA, heute ERF Online) und eine Stiftung (2001), die nach eigenem Bekunden die „Förderung des geistlichen und kulturellen Lebens sowie sozialer und diakonischer Belange durch Medienarbeit“ und die „Verkündigung des Evangeliums von Jesus Christus durch Wort und Bild“ zur Aufgabe hat.

## Vorstand und Organisation
- Susanne Thyroff (Vorstandsvorsitzende)[2]
- Christian Kolb (Geschäftsführender Vorstand)[3]

Vorsitzender des Aufsichtsrats ist seit 2024 Karsten Hüttmann, er ist Nachfolger von Wieland Müller.
Derzeit sind rund 180 Mitarbeiter bei ERF Medien e. V. angestellt; hinzu kommen Kreise von jeweils ca. 800 ehrenamtlichen Autoren und Seelsorgern und Lebensberatern sowie Kontaktern für die Öffentlichkeitsarbeit.
ERF Medien e. V. ist der Arbeitsgemeinschaft Missionarische Dienste der Evangelischen Kirche in Deutschland (EKD) angeschlossen und ist offizieller Medienpartner der EKD sowie vom Massenevangelisationsveranstalter ProChrist.
Neben dem ERF Medien e. V. in Deutschland gibt es noch den ERF Medien (Schweiz) in der Schweiz, ERF Medien Österreich und ERF Südtirol als jeweils eigenständige Vereine.
Der ERF pflegt seit seiner Gründung eine Partnerschaft mit der internationalen christlichen Radiomission Trans World Radio (TWR). Er tritt als deutschsprachiger Zweig von TWR auf, obwohl er anders organisiert ist. Der ERF ist Programmanbieter, während TWR vor allem Sender betreibt und an christliche Organisationen weitervermietet.

## Geschichte

Logo des ERF Südtirol

Logo des ERF für Kinder

Am 19. Oktober 1959 gründete sich der Verein Evangeliums-Rundfunk e. V. in Wetzlar. Beweggrund für die meisten Gründungsmitglieder war, dass über die öffentlich-rechtlichen Sender zu wenig christliches Programm gesendet wurde. Vor allem Andachten, biblische Themen, aber auch Musik mit geistlichen Inhalten wurden vermisst. Da es in Deutschland noch keinen zugelassenen privaten Rundfunk gab, entschloss man sich zur Zusammenarbeit mit Trans World Radio, einem amerikanischen Verein, der weltweit Sender betreibt und bereitwillig Sendeanlagen für deutschsprachige Sendungen zur stundenweisen Miete anbot. So wurden die ersten Sendungen am 5. Februar 1961 über Kurzwelle von Monte Carlo ausgestrahlt. Es folgten weitere Sendeanlagen in Bonaire, Swasiland (deutsche und ausländische Sendungen für Südafrika). Maßgeblich am Aufbau beteiligt waren Walter Quiring und Horst Marquardt, der bis Ende 1993 Leiter des Evangeliums-Rundfunk und danach bis 1997 einer der Internationalen Direktoren der Radiomission Trans World Radio (TWR) war.
Ab 1966 gab es Sendungen auf Mittelwelle (Monte Carlo). Seit dem 1. April 1996 bis 2011 nutzte der Evangeliums-Rundfunk auch einen Mittelwellensender in Mainflingen, mit dem früher der Deutschlandfunk das Gebiet der DDR versorgte. Seit 2011 wird das Hörfunkprogramm auf DAB+ ausgestrahlt.
Seit 1971 besteht ein eigenes Medienhaus mit verschiedenen Studios und Büroräumen in Wetzlar-Dalheim. Später wurden Tochterunternehmen gegründet in der Schweiz (heute ERF Medien), in Österreich (ERF Medien Österreich), in Südtirol (ERF Südtirol) und in Pretoria (Südafrika), sowie mehrere weitere Geschäftsstellen in Deutschland. Seit 1974 gibt es Sendungen für ausländische Mitbürger, zusätzlich zu fremdsprachigen Sendungen für Christen in Osteuropa, die bis zum Ende des Eisernen Vorhangs ebenfalls aus Monte Carlo gesendet werden mussten. Danach stand sogar bis 1996 für einige Jahre ein Mittelwellensender in Russland für die Ausstrahlung deutsch- und fremdsprachiger Sendungen zur Verfügung.
1977 gründete der Evangeliums-Rundfunk den ERF-Verlag, der über mehrere Jahrzehnte vor allem Hörproduktionen in Form von Vorträgen, Konzeptprojekten wie Lebensbilder, Kinderhörspielen und Hörbüchern veröffentlichte. Ebenfalls zeichnete er verantwortlich für die Synchronisationen erster christlicher Filme für den deutschsprachigen Markt. Nachdem der Verlag 2001 zunächst der Stiftung Christliche Medien beigetreten war, ist er 2007 gemeinsam mit weiteren Unternehmen der Stiftung im SCM-Verlag aufgegangen. Hier existierte der Name noch mehrere Jahre in Form der Marke SCM ERF-Verlag fort.
Seit 1985 gibt es Sendungen in Privatradios (Beteiligung am Kabelpilotprojekt in Ludwigshafen am Rhein und später im ganzen deutschsprachigen Europa), später auch im privaten Fernsehen, z. B. eine eigene Sendeschiene von 2006 bis 2008 („UnsER Feierabend“) auf Bibel TV. Es folgten ebenso Videoangebote im Internet (life-tv.net). Der ERF betrieb mit CrossChannel.de ein christliches Internetradio für Jugendliche, das 2004 aus dem ERF-Jugendprogramm „Junge Welle“ hervorgegangen war. Dieses Webradio wurde 2014 eingestellt.
Mit der Übernahme der Christlichen InterNet-Arbeitsgemeinschaft wurde das Internet zum dritten Standbein des ERF. 2008 wurde die CINA zu ERF online. Alle Radio- und Fernsehangebote lassen sich auf der Website des ERF (www.erf.de) anhören bzw. ansehen. ERF online stellt noch weitere Websites zur Verfügung.
2009 wurde das Fernsehangebot zu einem eigenen Fernsehkanal (ERF eins) ausgebaut, der über ASTRA digital sowie über einige Kabelbetreiber zu empfangen war. Zum 1. Juli 2014 wurde im Zuge einer neuen TV-Strategie die Ausstrahlung des Angebotes über ERF eins eingestellt. Seither werden einzelne Fernsehproduktionen des ERF unter anderem in Partnerschaft mit Bibel TV ausgestrahlt, die digitale Fernseh-Mediathek und Aktivitäten in den sozialen Medien ausgebaut. Über Das Vierte wurden wochentags ebenfalls Sendungen des ERF ausgestrahlt.
Am 1. Oktober 2014 gab Jürgen Werth das Amt des Vorstandsvorsitzenden nach 20 Jahren an Jörg Dechert weiter. In seine Zeit fiel der Umzug in das neue, überwiegend aus Spenden finanzierte Medienhaus im Jahr 2022, das in unmittelbarer Nähe zum alten Standort errichtet werden konnte, und eine umfassende Restrukturierung des Unternehmens, die wegen der im Übrigen rückläufigen Spendeneinnahmen, steigender Energiekosten und Inflation notwendig geworden war. In der Folge wurden Sparmaßnahmen umgesetzt, fast alle Stellen wurden neu zugeschnitten und neu ausgeschrieben, und es wurde nach sozialverträglichen Lösungen für die ausscheidenden Mitarbeiter gesucht. Die Verbreitung der Hörfunkprogramme wurde auf DAB+ und Livestreaming umgestellt, und alle anderen bisherigen Verbreitungswege (Kabelradio, regional auch UKW oder DVBT) wurden eingestellt.
Seit 1. Januar 2025 ist Susanne Thyroff Nachfolgerin von Jörg Dechert.

## Finanzierung
Die Finanzierung erfolgt fast ausschließlich durch Spenden der Hörer, Zuschauer, Onlinenutzer und Freunde bei Jahreseinnahmen von 17,3 Millionen Euro (Stand 2018). Außerdem gibt es seit 2001 eine „ERF-Stiftung“, deren satzungsmäßiger Zweck darin besteht, den Sender finanziell zu unterstützen.

## Programm

### ERF-Hörfunk
Der ERF und seine Tochterunternehmen betreiben folgende Hörfunksender:
- ERF Plus: ein christliches Hörfunkprogramm zur Verkündigung, mit vertiefenden Beiträgen und Musik
- ERF Jess, ein musikorientiertes Hörfunkprogramm und crossmediales Angebot für die 30- bis 50-jährige Kernzielgruppe (als ERF Pop seit April 2009, Umbenennung zu ERF Jess im November 2021)

Hauptsächlich sendete der ERF seine Hörfunkprogramme über die ASTRA-Satelliten, im Internet via Livestream und in verschiedenen Bundesländern im Kabel. Außerdem werden Podcasts angeboten, auch solche, die nicht für das lineare Programm produziert wurden.
Seit August 2011 wird das Hörfunkprogramm von ERF Plus über DAB+ im deutschen Bundesmux wie auch in der Deutschschweiz verbreitet sowie ERFpop über mehrere regionale Landesmuxe. Im Übrigen erfolgt die Verbreitung online: Die meisten Sendungen sind als Podcast abrufbar, während das lineare Programm als Livestream genutzt werden kann. Andere Verbreitungswege der Hörfunkprogramme wurden schließlich aufgegeben.

### ERF Fernsehen
Die Anfänge der Fernseharbeit des ERF liegen in den späten 1970er Jahren, als international erfolgreiche, christliche Kinderfilme synchronisiert und verliehen wurden. Sendemöglichkeiten ergaben sich erst mit den ersten privaten Fernsehanbietern Mitte der 1980er Jahre.
Als Mitgesellschafter bestritt ERF Fernsehen von 2006 bis 2008 einen wesentlichen Teil des Programms von Bibel TV. Von 2009 bis Juni 2014 betrieb der ERF einen eigenen Fernsehkanal über den Satelliten Astra Digital. Anfänglich wechselte ab 1. Januar 2009 die Sendereihe UnsERFeierabend von Bibel TV auf die neue Medienplattform ERF eins, ab März 2009 war dann ein 24-Stunden-Programm verfügbar. Seit 1. Juli 2014 wurde eine neue Zusammenarbeit mit Bibel TV begonnen und der Fernsehsender zugunsten der Ausstrahlungen auf Bibel TV vom Netz genommen. Neben dem 24-Stunden-Programm im ERF-Livestream werden die beliebtesten Sendungen nun via Bibel TV mit größerer Reichweite ausgestrahlt.

### ERF Online
Drittes Standbein der ERF-Arbeit ist ERF Online (früher: Christliche Internetarbeitsgemeinschaft, CINA) mit mehr als 15 verschiedenen Angeboten. Darüber hinaus ist das Hörfunkprogramm als Livestream und das komplette Fernsehangebot verfügbar. Datenbanken mit Informationen zu christlichen Gemeinden, Urlaub und Freizeit, Stellenangeboten etc. ergänzen das Angebot. Gemeinsam mit anderen Kooperationspartnern, unter anderem Bibelgesellschaften und Verlagen, werden auf Bibleserver.com verschiedene Bibelübersetzungen bereitgestellt.

Logo der Christlichen Internetarbeits-gemeinschaft, CINA (Vorgänger von ERF Online)
Logo des ERF Online